# GK Asztrahanocska
A GK Asztrahanocska egy orosz női kézilabda-csapat, amelynek székhelye Asztrahánban van. 1999 óta az orosz bajnokság első osztályában szerepel. 2016-ban megnyerte a bajnokságot. Nemzetközi kupában a 2003–2004-es szezonban szerepelt először a csapat; akkor az EHF-kupa nyolcaddöntőjéig jutott. A Bajnokok ligájában először a 2016–2017-es szezonban indulhatott.

## Eredmények
- Orosz bajnokság győztese: 2016

## Jelenlegi keret
A 2020–2021-es szezon játékoskerete:
| Kapusok - 01 Anasztaszija Rjabceva - 44 Kira Truszova - 0 Evelinya Anoshkinya Balszélsők - 91 Kristina Taraszova - 0 Darija Szamokhinya Jobbszélsők - 0 Yevgenia Levcsenko - 14 Jekatyerina Levsa - 77 Anna Kajinyarova Beállók - 0 Ana Debelić - 19 Szvetlana Kremnyeva | Balátlövők - 0 Yulija Garijaeva - 11 Karina Szabirova - 73 Karyna Yezhykava Irányítók - 0 Irinya Nyikitinya - 34 Elizaveta Malacsenko - 87 Irinya Sznopova Jobbátlövők - 07 Karina Sziszenova - 13 Anna Saposnyikova - 17 Jakatyerina Zselenkova |